# مصفوفة البت
مصفوفة البت أو خريطة البت أو سلسلة البت عبارة عن هياكل بيانات مصفوفية تقوم بتخزين البتات بشكل مُتراص وفعال في استغلال التوازي على مستوى البت لتحسين الأداء. وتُستخدم مصفوفة البت في طابور الأولوية، وجداول تجزئة ومؤشرات الفهرسة، وقطاعات القرص الصلب، كما تستخدم في مرشحات بلوم.